# Cyclura
Cyclura es un género de reptiles escamosos de la familia Iguanidae formado por varias especies de iguanas del área del Caribe. La mayoría de sus especies se encuentran en peligro de extinción. Las especies que pertenecen a este género se conocen comúnmente como cicluras o más comúnmente como iguanas de roca y solo existen en islas en las Indias occidentales. Las iguanas rocosas tienen un alto grado de endemismo, con especies o subespecies únicas en cada isla.

## Hábitat
Las iguanas de roca suelen habitar áreas subtropicales con bosques secos en las Indias occidentales, caracterizados por caliza erosionada y poca vegetación, variando desde moderadamente seco con vegetación, como las acacias, hasta hábitats extremadamente secos con vegetación como cactus. Son islas no volcánicas, hechas de caliza fuertemente erosionada donde se forman cuevas naturales que las iguanas utilizan como escondites.

## Dieta y longevidad

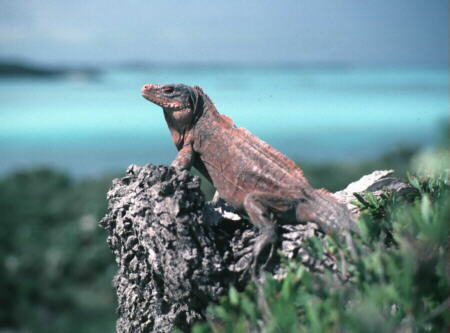
Foto de Cyclura rileyi nuchalis tomada por el Dr. William Hayes y subida con su permiso

Todas las iguanas de roca son herbívoras, consumen hojas, flores, bayas y frutas de diferentes especies. Un estudio hecho en 2000 por Allison Alberts del zoológico de San Diego reveló que las semillas que habían pasado por el aparato digestivo de las iguanas germinaban más rápidamente que aquellas que no lo habían hecho. Las semillas que se encuentran en las frutas que comen las iguanas de roca tienen una ventaja al germinar antes de que acabe la muy corta temporada de lluvias. Las iguanas son importantes en la distribución de estas semillas a nuevas áreas (particularmente por hembras que migran a zonas de anidación) y, como los mayores herbívoros de muchos de los ecosistemas de esas islas, son esenciales para mantener el balance entre clima y vegetación. Su dieta es muy raramente suplementada con larvas de insectos, cangrejos, babosas, pájaros muertos y hongos; algunos individuos parecen ser carnívoros oportunistas. 
Como otros lagartos herbívoros, las iguanas de roca tienen problemas con la osmorregulación: la materia vegetal contiene poco potasio y tiene menos valor nutritivo por gramo que la carne así que deben comer más para llegar a niveles que puedan sostener su metabolismo.
Al contrario de los mamíferos, los riñones de los reptiles no pueden concentrar la orina para ahorrar agua. Los reptiles solucionan esto excretando tóxicos nitrogenados en forma sólida a través de su ).
En el caso de iguanas de roca que consumen altas cantidades de materia vegetal, estas sales tóxicas las excretan a través de sus glándulas de sal como hacen otras aves.
El récord de la iguana de roca nacida en cautividad más longeva lo tiene una iguana de las islas Caimán, que vivió 33 años en cautividad.
Una iguana azul capturada en Gran Caimán en 1950 por el naturalista Ira Thompson fue importada a los Estados Unidos en 1985 por Ramon Noegel y vendida a un importador y criador de reptiles, To Crutchfield. Crutchfield prestó esta iguana al Zoológico de Gladys Porter de Brownsville, Tejas en 1997. EL lagarto fue apodado Godzilla por el personal del zoológico y estuvo en el zoológico hasta su muerte en 2004. Thompson estimó que la iguana tenía unos 15 años cuando fue capturada. Este lagarto puede haber sido el lagarto registrado más longevo  con 69 años de edad, habiendo pasado 54 de ellos en cautividad.

## Especies y subespecies
En la actualidad se distinguen las siguientes especies y subespecies:
- Cyclura carinata Harlan, 1825 -- iguana de Turcas y Caicos [CR]
  - Cyclura carinata bartschi (Doris M. Cochran, 1931) -- iguana de Bartsch [CR]
- Cyclura collei Gray, 1845 -- iguana de Jamaica [CR]
- Cyclura cornuta (Bonnaterre, 1789) -- iguana rinoceronte [VU]
  - Cyclura cornuta onchiopsis Cope, 1885 -- iguana de Navaza (extinto) [EX]
  - Cyclura cornuta stejnegeri Barbour and Noble, 1916 -- iguana de la Mona [EN]
- Cyclura cychlura (Cuvier, 1829) -- iguana de Bahamas del Norte [VU]
  - Cyclura cychlura cychlura (Cuvier, 1829) -- iguana de Andros [EN]
  - Cyclura cychlura figginsi Barbour, 1923 -- iguana de Exuma [CR]
  - Cyclura cychlura inornata Barbour & Noble, 1916 -- iguana de Allen Cays [EN]
- Cyclura lewisi Grant, 1940 --  iguana azul de las Caimán [CR]
- Cyclura nubila (Gray, 1831) -- iguana cubana [VU]
  - Cyclura nubila caymanensis (Schwartz & Thomas, 1975) -- iguana de las Caimán  [CR]
- Cyclura pinguis Barbour, 1917 -- iguana de Anegada, iguana de Puerto Rico [CR]
- Cyclura ricordi Duméril & Bibron, 1837 --  iguana de Ricord [CR]
- Cyclura rileyi Stejneger, 1903  --  iguana de Bahamas, iguana de San Salvador [CR]
  - Cyclura rileyi rileyi -- iguana de
  - Cyclura rileyi cristata -- iguana de White Cay [CR]
  - Cyclura rileyi nuchalis -- iguana de Acklins [EN]